# コロちゃんパック
「コロちゃんパック」とは、日本コロムビア企画・販売による、主に幼児・低学年向けの絵本付き音楽ソフトウェアシリーズの名称である。

## 概要
朝日ソノラマのソノシートを代表とする往年の絵本付き音楽ソフトウェアを踏襲した絵本と音楽ソフトのシリーズ。扱いやすいソフトと収録内容に対して比較的安価である事が特徴。

## 収録内容
アニメや幼児向け番組の主題歌・挿入歌を中心におはなしやドラマを収録し、レコードやCDのミニアルバムに相当するソフトウェアと、歌詞カードを兼ねた絵本を同梱する。
新規追加された歌がアルバムに先行して収録されたり、アルバムには未収録の曲が収録されていたり、アルバムではセリフとかぶっている歌がセリフ抜きで収録されたりしている。
台詞入りのものは大別して番組本編のアフレコ・SE素材を使用したものと、音盤用に新規録音されたものとがある。いずれも収録された俳優や声優の権利問題から再発売されにくくなるという問題がある。
- うたとおはなし：主に2曲以上の主題歌・挿入歌と出演者によるおはなしやドラマを収録。
- ヒット曲集：アルバムで発売されるヒット曲集などからの抜粋し、最大8曲を収録。

2011年3月時点で1500タイトル以上、約1000万枚を売り上げている。

## シリーズ

### コロちゃんパック
絵本付きカセットとして発売されたシリーズ。1981年12月5日発売開始。第1回作品は『(1) Dr.スランプ アラレちゃん』『(2) ドラえもん』『(3) 太陽戦隊サンバルカン』『(4) 怪物くん』『(5) 名犬ジョリィ』『(6) ハロー!サンディベル』『(7) 仮面ライダースーパー1』『(8) タイガーマスク二世』『(9) ウルトラマン80』『(10) テレビまんがヒット曲集』の10種。このシリーズ登場以降、絵本付きレコード形式と世代交代した。ミュージックカセットテープは極端に古い作品では無い限りステレオ録音だがドルビーBは使われていない。またテープリールをロックさせる輪止めが付くだけで普通のプラスチックケースは付属されなく絵本と一緒にブリスターパックに収納するほかない。

### ディズニーパック
ディズニーキャラクターを起用したシリーズ。1983年4月21日発売開始。

### コロちゃんかみしばい
紙芝居が付属するシリーズ。1984年11月21日発売開始。

### とびだすコロちゃんパック
飛び出す絵本が付属するシリーズ。1985年11月21日発売開始。

### ゴールデンコロちゃんパック
16曲入りの、フルアルバムに相当するシリーズ。1990年7月21日発売開始。

### ツインコロちゃんパック
カセット2本が付属するシリーズ。1992年1月1日発売開始。

### CDコロちゃんパック
絵本付きCDによるシリーズ。1997年5月21日発売開始。第1回作品は『電磁戦隊メガレンジャー』『テレビまんが大行進』『最新テレビまんがヒットパレード 男の子向き』『最新テレビまんがヒットパレード 女の子向き』『ウルトラマンティガ』『ドレミファ・どーなっつ!』（『サッカー・サンバ』『そよ風マーチ』『シャラララ』の3種）『英語であそぼ』（『メリーさんのひつじ』『Twinkle,Twinkle,Little Star』の2種）の10種。売り上げ不振により、1998年10月21日に一旦発売を終了。
トイザらスでの試験販売を経て、2003年10月22日に再発売開始。再発売後の第1回作品は『いないいないばあっ! ぐるぐるどっか〜ん!』の1種。
CDは8cm盤と12cm盤の2種類がある。発売開始当初はカセットと合わせて発売されることもあったが、現在のコロちゃんパックはこちらが主流となっている。
2011年3月30日発売（※実際には次年度(2011年4月期)の4月6日以降の発売）より、成型オリジナル金型による専用ケースで新型コロちゃんパックとなる。リニューアル後の第1回作品は『海賊戦隊ゴーカイジャーVSスーパー戦隊』『ドラえもん ベストアルバム』『どうよう』の3種。
「コロちゃんパック」としての発売は、2016年9月21日発売の『いないいないばあっ!』を最後に終了した。

### コロムビアキッズパック
コロちゃんパックの後継として2017年7月26日発売開始。第1回作品は『どうよう〜ぞうさん〜』『うたってあそぼう!』『えいごのうた〜アルファベットのうた〜』『九九のうた・県庁所在地のうた』『ドラえもん』『ウルトラマンジード&ウルトラヒーローズ』『宇宙戦隊キュウレンジャー』『仮面ライダー』の8種。2020年2月19日発売の『騎士竜戦隊リュウソウジャー おはなしCD3』を最後に終了した。

## 類似商品
2020年7月現在、すべて発売を終了している。
- なりきりカセット
日本コロムビアからリリース。タイトル作品のキャラクターに「なりきる」事が出来る小物が同梱されているカセット規格。
- CAN CAN カセット
日本コロムビアからリリース。缶に入ったグッズ付きカセット規格。
- アポッコ シリーズ
アポロンからリリース。絵本付きカセット規格。
- 絵本つきカセット
キングレコード／セブンシーズミュージックからリリース。絵本付きカセット規格。
- 絵本付CDパックシリーズ
バップからリリース。『それいけ!アンパンマン』などが主な作品。かつてはカセットテープのみリリースされていたが、のちにCDと少量生産ながらカセットと同時発売されていた模様。2013年2月20日発売の『それいけ!アンパンマン 絵本付CDパック いっしょにうたおう はるとなつ』を最後に発売を終了している。
- エイベックス・ブックCD
avex modeが発売した絵本つきCD。『仮面ライダー龍騎』から『仮面ライダーカブト』において発売された。初出の挿入歌の他、テレビサイズ主題歌やディスクアニマル（響鬼）の声を収録するなどの工夫がみられた。絵本は小学館・てれびくん編集部が制作しており、使用される写真図版も小学館提供のものであった。